# Vrba (Kraljevo)
Pour les articles homonymes, voir Vrba.
Vrba (en serbe cyrillique : Врба) est une localité de Serbie située sur le territoire de la ville de Kraljevo, district de Raška. Au recensement de 2011, elle comptait 1 360 habitants.
Vrba est officiellement classée parmi les villages de Serbie.

## Démographie

### Évolution historique de la population
| 1948 | 1953 | 1961 | 1971  | 1981  | 1991  | 2002  | 2011  |
| ---- | ---- | ---- | ----- | ----- | ----- | ----- | ----- |
| 811  | 858  | 900  | 1 004 | 1 224 | 1 320 | 1 286 | 1 360 |

|  |